# Blauberg (Hörspielserie)
Blauberg ist eine aus 33 Folgen bestehende Hörspielserie des Österreichischen Rundfunks. Sie wurde in vier Staffeln in den Jahren 1993 bis 1997 bundesweit im Radio ausgestrahlt. Die ersten 16 Episoden wurden auf Ö3 gesendet, die letzten beiden Staffeln auf FM4. Die Serie wurde mit dem Andreas-Reischek-Anerkennungspreis ausgezeichnet.

## Handlung
Blauberg erzählt die Geschichte des anfangs 19-jährigen Matthias Koch, der sein gesamtes Leben auf ein Diktiergerät aufzeichnet. Mit diesen Aufnahmen verarbeitet er seine persönlichen Erlebnisse und Eindrücke sowie die seiner engsten Freunde. Die Serie berührt Themen wie Zivildienst, Tod der Eltern, Schwangerschaft, Homosexualität, Aids, Prostitution, Einsamkeit und zwanghafte Eifersucht.

## Hintergrund & Produktion
Blauberg ist als Jugendserie konzipiert. Sie lief zunächst im Rahmen der Ö3-Jugendsendung Zickzack, die von Martin Blumenau geleitet wurde. Ähnlich wie die schon zuvor entstandene Sendung Salon Helga war sie Teil des Projekts, in diversen Hörfunkexperimenten mit verschiedenen Radiogenres zu spielen. Dirk Stermann, einer der beiden Köpfe des Salon Helga, arbeitete auch als Regisseur der ersten beiden Staffeln von Blauberg.
In der Serie wird der Verfremdungseffekt häufig eingesetzt. Idee und Buch stammen von Mischa Zickler.
Die erste Staffel wurde von Philips, einem führenden Hersteller von Diktiergeräten, gesponsert. Als der Sponsor nach acht Folgen ausstieg, verschwand das Diktiergerät allmählich aus der Serie, in der der Markenname Philips niemals genannt wurde. 